# Dichrozona
Genre
Dichrozona est un genre monotypique de passereaux de la famille des Thamnophilidés, originaires d'Amérique du Sud.

## Liste des espèces
Selon la classification de référence du Congrès ornithologique international (version 6.4, 2016) :
- Dichrozona cincta— Fourmilier à bandeau, Grisin à faucille, Grisin sanglé (Pelzeln, 1868)
  - Dichrozona cincta cincta (Pelzeln, 1868)
  - Dichrozona cincta stellata (Sclater, PL & Salvin, 1880)
  - Dichrozona cincta zononota Ridgway, 1888